# Gemeinschaftsschule Weikersheim
Die Gemeinschaftsschule Weikersheim ist eine Gemeinschaftsschule mit Grundschule und Sekundarstufe in Weikersheim im Main-Tauber-Kreis in Baden-Württemberg.

## Geschichte
Die Schule entwickelte sich von einer ehemaligen Volksschule über eine Grund- und Hauptschule zu einer Grund- und Werkrealschule. Die Umwandlung zur Gemeinschaftsschule wurde im Schuljahr 2013/14 begonnen.
Ab Oktober 2016 wurde ein neues Schulgebäude mit Mensa errichtet. Der Neubau konnte im November 2017 bezogen werden.
Seit dem Schuljahr 2018/19 ist die Gemeinschaftsschule Weikersheim für alle Klassenstufen eine Ganztagsschule.

## Schulleitung
| Amtszeit  | Schulleiter   |
| --------- | ------------- |
| 1999–2016 | Renate Böhrer |
| Seit 2016 | Peter Pflüger |

## Schularten und Schulabschlüsse

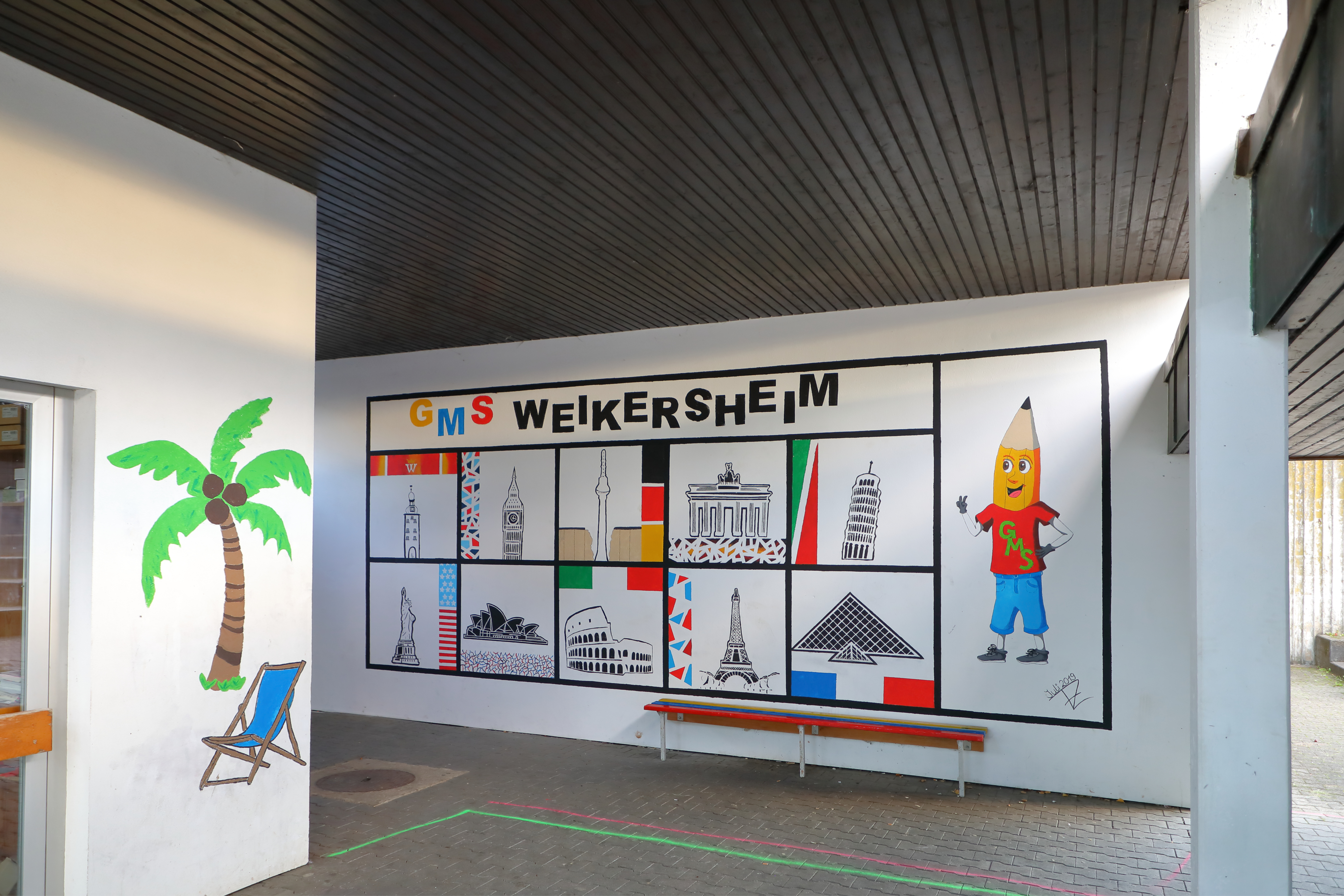
Eingang der Gemeinschaftsschule Weikersheim

Die Gemeinschaftsschule Weikersheim bietet unterschiedliche Schularten mit den folgenden Schulabschlüssen an:

### Primarstufe
In der Grundschule der Gemeinschaftsschule erwerben die Kinder der Klassen 1 bis 4 erwerben grundlegende Lern- und Arbeitsformen sowie mathematische, sprachliche und sachunterrichtliche Kenntnisse, die das Fundament für die weiterführende Schulbildung in den verschiedenen Schularten der Sekundarstufe legen.

### Sekundarstufe
In der Sekundarstufe der Gemeinschaftsschule erwerben Kinder der Klassen 5 bis 10 den Haupt- oder Realschulabschluss (mittlere Reife). Aufbauend kann an einer weiterführenden Schule in der Umgebung, beispielsweise an der gymnasiale Oberstufe eines Gymnasiums oder an einem Beruflichen Gymnasium (Wirtschaftsgymnasium, Technisches Gymnasium usw.), die allgemeine Hochschulreife (Abitur) erworben werden.